# いわき市小名浜市民会館
いわき市小名浜市民会館（いわきしおなはましみんかいかん）は、福島県いわき市小名浜愛宕上にある多目的ホール。

## 概要
1960年10月開館。
座席数1,000席を有し、主にコンサートや講演会に利用されている。
館内には大ホールの他、和室及び会議室が備えられている。

## アクセス
- 新常磐交通のバスで支所前下車、約1.0㎞。
- 新常磐交通のバスで信用金庫下車、約0.4㎞。
- JR常磐線泉駅から約5㎞。
- 駐車場が60台分設けられており、車での来場も可能。

## その他
- 2007年より、指定管理者による管理運営が行われている。
- フラガールのロケが館内で行われた。